# Yenny Álvarez
Yenny Álvarez Caicedo (López de Micay, Cauca, 24 de mayo de 1995) es una levantadora de pesas colombiana. Ganó la medalla de oro en el evento femenino de 59 kg en el Campeonato Mundial de Halterofilia de 2022 realizado en Bogotá, Colombia. En 2021, ganó la medalla de plata en su evento en el Campeonato Mundial de Halterofilia celebrado en Tashkent, Uzbekistán.
Ganó dos medallas de oro en los Juegos Bolivarianos de 2022 realizados en Valledupar, Colombia. Ganó la medalla de oro en su evento en los Juegos Sudamericanos 2022 realizados en Asunción, Paraguay.